# European Foundation for Quality Management

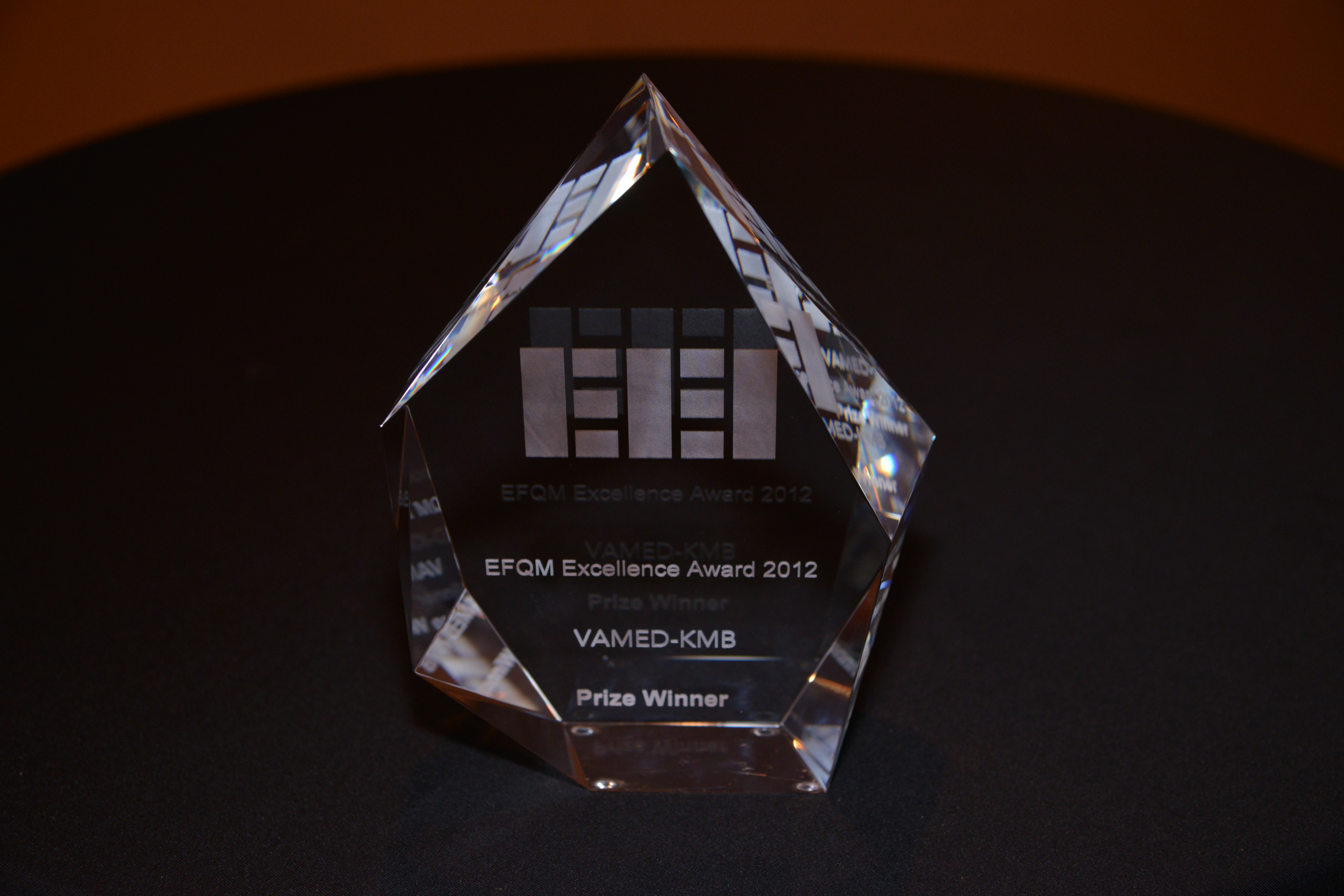
EFQM Exzellenz Auszeichnung für "Kreativität und Innovation fördern" in 2011

Die EFQM (European Foundation for Quality Management) ist eine gemeinnützige Organisation, die sich für die Verbreitung und Anwendung von Qualitätsmanagement-Systemen nach dem EFQM-Modell einsetzt.

## Geschichte
Die EFQM wurde 1989 mit Unterstützung der Europäischen Kommission ins Leben gerufen, um ein europäisches Rahmenwerk für das Qualitätsmanagement zu entwickeln (vergleichbar mit dem Malcolm Baldrige Modell in den USA und dem Demingkreis in Japan).
14 europäische Unternehmen gründeten die EFQM als niederländische Stiftung. Gründungsmitglieder waren Bosch, British Telecom, Bull Computer, Ciba-Geigy, Dassault, Electrolux, Fiat, KLM, Nestlé, Olivetti, Philips, Renault, Sulzer und Volkswagen.

## Mitglieder
Die EFQM hat zirka 470 Mitgliedsunternehmen und -organisationen in 55 Ländern und 50 Sektoren. Nach Schätzungen arbeiten weltweit über 30.000 Unternehmen mehr oder weniger eng nach den Prinzipien der EFQM. In einer Langzeitstudie, die sich über einen Zeitraum von 10 Jahren erstreckt, hat Vinod Singhal vom Georgia Institute of Technology nachgewiesen, dass sich Unternehmen wirtschaftlich besser entwickeln (Börsenkurse, Umsätze, Gewinne, Mitarbeiterzahlen etc.), wenn sie nach Qualitätsmanagementmodellen wie dem EFQM-Modell, dem Malcolm Baldrige National Quality Award oder dem Managementprogramm von William Edwards Deming arbeiten.

## EFQM-Modell
Das EFQM-Modell wurde 1991 als Rahmenrichtlinie für organisatorische Selbsteinschätzung und als Basis für den European Quality Award (heute EFQM Excellence Award) eingeführt. Dieser Preis wurde 1992 das erste Mal verliehen. Das EFQM-Modell ist in Europa weit verbreitet, wurde 2019 zuletzt aktualisiert und dient als Bewertungsmaßstab für viele nationale und regionale Qualitäts-Preise, beispielsweise den Ludwig-Erhard-Preis in Deutschland.

## Organisation
Es gibt nationale Partnerorganisationen (NPOs) als gemeinnützige Vereine mit ähnlichen Zielen wie die EFQM. Sie bieten neben eigenen Produkten und Dienstleistungen auch Fortbildungsmaterial und Schulungen in der jeweiligen Heimatsprache an.
Nationale Partner im deutschen Sprachraum sind:
- die Deutsche Gesellschaft für Qualität (DGQ) für Deutschland
- die Austrian Foundation for Quality Management (AFQM) für Österreich
- die Swiss Association for Quality für die Schweiz
- die Stiftung ESPRIX für die Schweiz[3]